# John Trollope
Norman John Trollope (født 14. juni 1943 i Wroughton, England) er en engelsk tidligere fodboldspiller (venstre back).
Trollope spillede hele sin 20 år lange karriere, fra 1960 til 1980, hos Swindon Town i hjemlandet, og nåede at spille hele 770 kampe for holdet. Han Liga Cuppen med klubben i 1969 og spillede hele kampen i finalesejren over Arsenal.
Trollope var efter sit karrierestop manager for Swindon i perioden 1981-1983.

## Titler
Football League Cup
- 1969 med Swindon